# Multicar M21
| Multicar                             | Multicar                       | Multicar                       | Multicar                       |                  |
| DK 2004 / M21                        | DK 2004 / M21                  | DK 2004 / M21                  | DK 2004 / M21                  |                  |
| ------------------------------------ | ------------------------------ | ------------------------------ | ------------------------------ | ---------------- |
| Hersteller                           | VEB Fahrzeugwerk Waltershausen | VEB Fahrzeugwerk Waltershausen | VEB Fahrzeugwerk Waltershausen |                  |
| Produktionszeitraum                  | 1956–1964                      | 1956–1964                      | 1956–1964                      |                  |
| Vorgängermodell                      | Dieselkarre DK 2003            | Dieselkarre DK 2003            | Dieselkarre DK 2003            |                  |
| Nachfolgemodell                      | Multicar 22                    | Multicar 22                    | Multicar 22                    |                  |
| Technische Details                   |                                |                                |                                |                  |
| Spezifikation                        | Typ P                          | Typ M                          | Typ D                          |                  |
| Leistung                             | 6,5 PS (5 kW)                  | 6,5 PS (5 kW)                  | 6,5 PS (5 kW)                  |                  |
| Fahrgestell                          | DK 4                           | DK 4/3                         | DK 4/3                         |                  |
| Achsen                               | 2                              | 2                              | 2                              |                  |
| Gesamtlänge                          | 3220 mm                        | 3160 mm                        | 3160 mm                        |                  |
| Gesamthöhe                           | 1460 mm                        | 1400 mm                        | 1400 mm                        |                  |
| Gesamtbreite                         | 1240 mm                        | 1260 mm                        | 1240 mm                        |                  |
| Bodenfreiheit                        | 190 mm                         | 190 mm                         | 190 mm                         |                  |
| Anhänger- kupplungshöhe              | 630 mm                         | 630 mm                         | 630 mm                         |                  |
| Anhängelast                          | 1800 kg                        | 1800 kg                        | 1800 kg                        |                  |
| Gesamtgewicht                        | 3040 kg                        | 3040 kg                        | 3040 kg                        |                  |
| Eigengewicht                         | 930 kg                         | 1030 kg                        | 1060 kg                        |                  |
| Eigengewicht (mit Belastungsgewicht) | 1080 kg                        | 1120 kg                        | 1150 kg                        |                  |
| Nutzlast                             | 2000 kg                        | 1900 kg                        | 1870 kg                        |                  |
| Nutzlast (mit Belastungsgewicht)     | 1850 kg                        | 1810 kg                        | 1780 kg                        |                  |
| Bodenhöhe (unbelastet)               | 770 mm                         | 770 mm                         | 900 mm                         |                  |
| Laderaum (Rauminhalt)                | 0,62 m3                        | 0,75 m3                        | 0,62 m3                        |                  |
| Laderaum (lL)                        | 1920 mm                        | 1600/1970 mm                   | 1920 mm                        |                  |
| Laderaum (lB)                        | 1150 mm                        | 1000/1270 mm                   | 1150 mm                        |                  |
| Laderaum (lH)                        | 300 mm                         | 400 mm                         | 300 mm                         |                  |
| Kippanlage                           | –                              | motorhydraulisch               | motorhydraulisch               | motorhydraulisch |
| Kippwinkel (seitlich)                | –                              | –                              | 50°                            |                  |
| Kippwinkel (hinten)                  | –                              | 60°                            | 45°                            |                  |
| Spurweite                            | 980 mm                         | 980 mm                         | 980 mm                         |                  |
| Radstand                             | 1640 mm                        | 1640 mm                        | 1640 mm                        |                  |
| Reifengröße                          | 23×5                           | 23×5                           | 23×5                           |                  |
| Geschwindigkeit                      | 15 km/h                        | 15 km/h                        | 15 km/h                        |                  |
| Steigfähigkeit                       | 8 %                            | 8 %                            | 8 %                            |                  |
| Fahrzeugführerstand                  |                                |                                |                                |                  |
|                                      |                                |                                |                                |                  |

Die Dieselkarre DK 2004 (kurz DK 4), ab 4. Dezember 1959 umbenannt in Multicar M21, war in den 1950er und 1960er Jahren ein Nutzfahrzeug in der Deutschen Demokratischen Republik. Die Präsentation des vom Thüringer VEB Fahrzeugwerk Waltershausen hergestellten Fahrzeugtyps erfolgte im Rahmen der Leipziger Herbstmesse 1957. In der achtjährigen Produktionsdauer von 1956 bis 1964 wurden mindestens 12.514, möglicherweise auch rund 14.000 Exemplare in fünf Grundtypen produziert, von denen eine Vielzahl weiterer Aufbauten abgeleitet wurden.

## Geschichte
Die Dieselkarre DK 2004 (DK = Dieselkarre) war eine Weiterentwicklung der Dieselkarre DK 2003 „Diesel-Ameise“ (DK 3). Hauptkonstrukteur war Werner Claußner. Obgleich die Bezeichnung „Diesel-Ameise“ dem DK-3-Typ vorbehalten war, wurde mit ihrer Einführung auch die DK 4 als Dieselameise oder auch als Dieselameise DK 4 bezeichnet.
Die Präsentation erfolgte im Rahmen der Leipziger Herbstmesse 1957. Im Gegensatz zum Vorgänger besaß die DK 4 eine Fronttür, die bis zur Taille des Fahrers reichte, und einen höheren Rand der Lenkmulde. Weiterhin wurde ein Gröbe-Schalldämpfer eingebaut. Grundversion während der gesamten Bauzeit bis 1964 war der Typ P (Pritschenfahrzeug). Auf der Leipziger Herbstmesse 1958 wurde erstmals die Dieselameise mit Drehkranausführung vorgestellt.
Im Oktober 1959 rief die Waltershausener Werksleitung in ihrer monatlich erscheinenden Werkszeitung „Der Fahrzeugbau“ zu einem Preisausschreiben auf, um für die Dieselameise einen prestigeträchtigeren Namen zu finden. Dieser sollte auch international für mehr Bekanntheit der Marke sorgen. Der bisherige Beiname „Dieselameise“ respektive „Ameise“ konnte aufgrund von Schutzrechten im In- und Ausland nicht weiter verwendet werden. Gesucht wurde daher ein kurzer einprägsamer Begriff, wobei eingereichte Vorschläge mit Tiernamen wie Rennsteig-Hirsch, Emse oder Bau-Molch aus bestehenden Namensschutzgründen oder um Missverständnissen im Ausland vorzubeugen keine Berücksichtigung finden konnten. 149 Vorschläge gingen ein, von denen es 13 in die Endausscheidung schafften. Die Werksleitung entschied sich am Ende für den englisch klingenden Namen Multicar. Der zweite und dritte Platz ging an die Namen Fawafix und Unicar. Am 4. Dezember 1959 wurde das Schutzrecht an dem neuen Namen angemeldet und die Dieselkarre DK 4 zum Multicar M21 umbenannt. Die 2 stand dabei für die Nutzlast von zwei Tonnen und die 1 für die erste Baureihe.
Von der DK 4 beziehungsweise dem M21 gelangten mehrere tausend Fahrzeuge in den Export. Exportverhandlungen gab es mit den Niederlanden, Dänemark, Portugal, Polen, Finnland, Schweden, Island, der Schweiz, Persien sowie Ägypten. 1959 wurden erstmals 18 Dieselameisen nach Ägypten exportiert. Der Gesamtexport betrug 3200 Exemplare, dies entsprach etwa 23 Prozent der von 1956 bis 1964 vom VEB Waltershausen produzierten DK 4, die je nach verwendeter Quelle zwischen 12.514 und 14.000 Exemplaren variiert.
Breite Verwendung fand das Vielzweckfahrzeug in den Bau- und Industriekombinaten der DDR. Der geplante Hauptverwendungszweck war der innerbetriebliche Transport von Waren aller Art. Dafür war die Höchstgeschwindigkeit von 15 km/h auch völlig ausreichend. Viele M21 erhielten deshalb auch nie eine Straßenzulassung und ein dafür nötiges Nummernschild. Darüber hinaus wurden die Fahrzeuge bei der Deutschen Post, den Feuerwehren, Brauereien und als leichtes Baufahrzeug im Straßen- und Wohnungsbau eingesetzt.
1964 wurde der Multicar M21 vom Multicar M 22 mit geschlossener Einzelfahrzeugkabine abgelöst.

## Technische Spezifikationen

### Fahrgestell
Der Fahrgestellrahmen besteht aus zwei starken U-förmigen Längsträgern. Diese sind durch Querträger miteinander verbunden. Am Vorderrahmen ist der Fahrerstand angebracht, in dem alle Bedienelemente des Fahrzeuges untergebracht sind. Der Zustieg erfolgt über eine Vordertür. Unmittelbar hinter dem Fahrerstand ist hinter einer Blechverkleidung der Dieselmotor angeordnet. Der hintere U-Träger ist stärker ausgebildet, an ihm befindet sich die Anhängerkupplung. Bei der Kippfahrzeugausführung enthält das Fahrgestell zwei weitere Querträger, die der Verstärkung für die höheren Lasten dienen.

### Motor
Der vom Motorenwerk Cunewalde gelieferte Motortyp 1 H 65 (652 cm³) leistete 6 PS (4,4 kW) bei 1500/min. Damit waren Geschwindigkeiten bis zu 15 km/h möglich. Der Verbrauch wurde werksseitig mit 6,0 l/100 km angegeben. Der Tankinhalt betrug 13 Liter. Für die Regulierung der Motortemperatur wurde eine Verdampfungskühlung verwendet, deren Inhalt 12 Liter betrug. Später fand der Motortyp GD1 vom VEB Kraftfahrzeug Phänomen seinen Weg in die Dieselameise. Dieser luftgekühlte 4-Takt-Dieselmotor, der in anderer Konfiguration im Picco I Verwendung fand, hatte nun 795 cm³, leistete 6,5 PS und war mit einem Anlasser ausgerüstet. Die Schwungmasse mit der Aufnahme für die Kurbel blieb erhalten. Da es nun keinen Dekompressionshebel mehr gab, war ein Ankurbeln nicht mehr zu schaffen. Weil die meisten Fahrzeuge über die Wintermonate eingemottet wurden und im Frühjahr die Batterie leer bzw. unbrauchbar war (in den 1950er Jahren waren die Starterbatterien noch nicht so standfest), gab es massive Probleme beim Starten und entsprechende Kundenbeschwerden. Deshalb wurde nur eine kurze Serie mit dem Robur-Motor ausgeliefert und der Cunewalder „Wasserverdampfer“ kam wieder zum Einsatz. Viele der mit dem Robur-Motor ausgelieferte Modelle wurden auch aus besagten Gründen auf den „Wasserverdampfer“ umgerüstet.
Angelassen wurde der Dieselmotor von Hand mittels einer Andrehkurbel, bei späteren Ausführungen durch elektrischen Anlasser.

### Kupplung und Getriebe

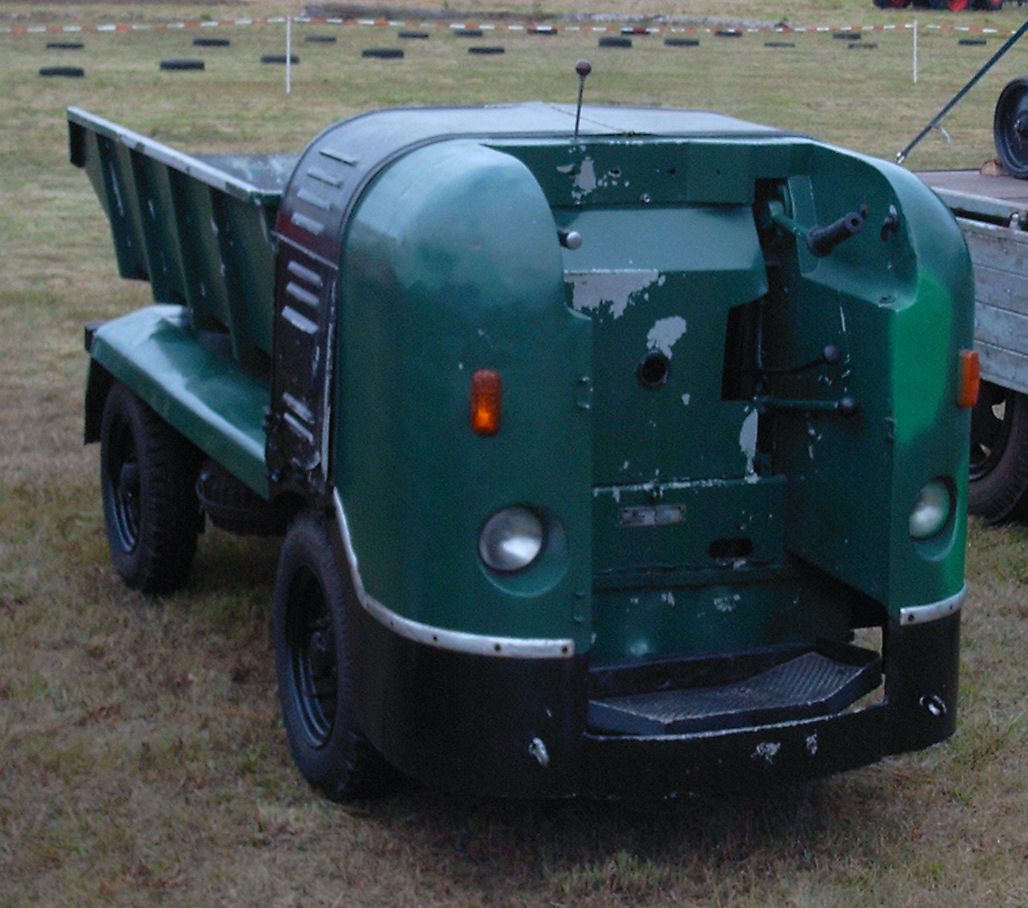
Nach Entfernung der Fronttür lassen sich die Hebel und die Lenkmulde gut erkennen.

Die Dieselameise respektive der Multicar M21 hatte eine Einscheiben-Trockenkupplung vom Typ K 4,5, die vom Führerstand aus mit dem rechten Hebel betätigt wurde. Die Kraftübertragung auf das Getriebe erfolgte mittels Keilriemen. Das verwendete Schaltgetriebe hatte drei Vorwärtsgänge und einen Rückwärtsgang. Es wurde vom Führerstand mittels Schalthebel bedient. Die Kraftübertragung auf die mit einem Schneckenantrieb versehene Hinterachse erfolgte durch eine Doppelgelenkwelle.

### Achsen und Federung
Die Vorderachse ist I-förmig. An den beidseitigen Achsfäusten sind die Achsschenkel befestigt. An den Achsschenkeln werden die lenkbaren Vorderräder befestigt. Die Hinterachse besteht aus einem Achskörper. An ihm sind beidseitig die Bremsteller angeflanscht. Das Differential-Schneckengetriebe wird durch eine Doppelgelenkwelle angetrieben. Dabei wird die Drehbewegung über zwei Halbachsen auf die Radnaben übertragen.
Die Federung des Fahrzeuges erfolgt durch vier Blattfedern (zwei je Achse), die längs zur Fahrrichtung angebracht sind. Die Vorderfedern haben fünf, die der hinteren sechs Federlagen.

### Lenkung und Bremsen
Die Lenkung der Dieselameise ist ungewöhnlich. Es handelt sich um eine Fußtrittlenkung in Form einer Lenkmulde. Die Lenkmulde dient dabei zugleich als Standplatz für den Fahrer und ist mit zwei auf der Lenkwelle sitzenden Lagern am Fahrgestell aufgehängt. Die Übertragung der Lenkbewegung erfolgt über zwei Lenkspurstangen auf die beiden Vorderräder. Der Lenkeinschlag von maximal 45 Grad nach links oder rechts wird dabei mittels Körpergewichtsverlagerung durch die Beine des Fahrers auf der Lenkmulde bewirkt. Wird der vom Fahrer beabsichtigte Lenkungsgrad erreicht, wird die Lenkmulde in waagerechte Stellung gebracht; das Fahrzeug fährt geradeaus. Mit maximalem Lenkeinschlag war ein Wendekreis von 6,9 m möglich.
Die Bremsen des Fahrzeuges bestehen aus zwei unabhängig voneinander wirkenden Systemen. Die Innenbackenbremse für die Hinterräder wird als Betriebsbremse bezeichnet und durch den linken oberen Hebel im Führerstand ausgelöst. Über einen Seilzug und das Bremsgestänge bremsen die Hinterräder gleichmäßig ab. Der linke untere Hebel im Führerstand entspricht der heutigen Handbremse (früher Standbremse). Bei senkrechtem Standhebel ist die Bremse angezogen, in waagerechter Stellung gelöst. Später wurde die Feststellbremse durch eine Arretiervorrichtung am Betriebsbremshebel realisiert. Der untere Hebel wurde stark verkleinert und dient nur noch zum Abstellen des Motors.

### Elektrik
Die elektrische Anlage des Fahrzeuges erstreckt sich auf die Fahrzeugbeleuchtung, den Anlasser sowie auf die Blink- und Signalanlage. Den nötigen Strom liefert eine Lichtmaschine mit 12 Volt Betriebsspannung, die vom Motor mittels Keilriemen angetrieben wurde.

## Varianten
| Variante | Technische Spezifikation |
| -------- | --- |
| Typ D    | Der Dreiseitenkipper war eine Variante für den Transport von Schüttgut wie Kies, Sand oder Steinen. Kippbar war die Ladefläche nach links, rechts oder hinten (3-Seiten). Die Stirnwand hingegen war feststehend. |
| Typ H    | Der Multicar M21 H mit Hubplattform wurde für den Transport von Montagetischen in Produktionsbetrieben hergestellt. Die Hubhöhe betrug etwa 180 mm, die Unterfahrhöhe etwa 740 mm. Der Hubtisch wurde nicht vom VEB Waltershausen hergestellt. Es wurde nach der jeweiligen Eigenart des Transportgutes von Drittunternehmen gefertigt. |
| Typ L    | Ausführung mit Ladehilfe für eine verbesserte Be- und Entladung des Multicars bei Schwerlasten. Die Ladehilfe bestand aus einer Rohrachse mit beidseitig angeordneten Hubarmen. Die Bedienung erfolgte vom Führerhaus aus. Die Belastung der Ladehilfe betrug etwa 250 kp. Die Hubhöhe lag bei circa 1400 mm. |
| Typ M    | Der Muldenkipper wurde vorzugsweise für den Transport von Schüttgütern in der Bauindustrie eingesetzt. Der maximale Kippwinkel betrug 60 Grad. Die Stahlmulde war für ein Fassungsvermögen von etwa 0,75 m3 vorgesehen. |
| Typ P    | Das Pritschenfahrzeug war die Grundversion des M21. Die Pritsche wurde aus Holz gefertigt. Der Typ P war auch mit einem Kastenaufbau erhältlich, um die zu transportierenden Güter vor äußeren Witterungseinflüssen zu schützen. Für Gehwegreinigungen und dergleichen war ein Wasserbehälteraufbau (Inhalt etwa 1200 l) erhältlich. Mit einem in Walterhausen gefertigten Anhänger konnten über das Fahrzeugende hinausragende längere Gegenstände wie Baumstämme oder Rohre transportiert werden. Weitere Sonderausführungen des Typ P waren Ausführungen mit einem Vorbauschneepflug, einer Drehleiter, einem Sattelanhänger (Typ PA) oder mit einem Drehkran, der 500 kg Traglast hatte. Die als DK 5/3 benannte Variante war ein vom VEB Kohlehandel verstärkter Typ für den Transport von Hausbrandkohle. Der Werkpreis betrug 6235,05 Mark zuzüglich 802,50 Mark für die elektrische Startanlage. |